# Canton de Bernaville
Le canton de Bernaville est un ancien canton français situé dans le département de la Somme et la région Picardie.

## Géographie
Ce canton était organisé autour de Bernaville dans l'arrondissement d'Amiens. Son altitude variait de 35 m (Béalcourt) à 167 m (Fienvillers) pour une altitude moyenne de 111 m.

## Histoire
- De 1833 à 1848, les cantons de Bernaville et de Domart avaient le même conseiller général. Le nombre de conseillers généraux était limité à 30 par département.

## Administration

### Conseillers généraux de 1833 à 2015
| Période | Période | Identité                                    | Étiquette      | Qualité |
| ------- | ------- | ------------------------------------------- | -------------- | --- |
| 1833    | 1842    | Jacques Antoine Lefebvre                    |                | Notaire, maire de Bernaville |
| 1842    | 1852    | Henri Gaspard Séverin François de Domesmont |                | Magistrat, propriétaire à Domesmont |
| 1852    | 1858    | Irénée Lefebvre                             |                | Notaire, conseiller municipal de Bernaville |
| 1858    | 1870    | Henri Gaspard Séverin François de Domesmont |                | Magistrat, propriétaire à Domesmont |
| 1870    | 1886    | Gaston, Vicomte de Butler                   | Droite         | Enseigne de vaisseau, maire de Remaisnil |
| 1886    | 1898    | Ernest Legrand                              | Républicain    | Président de la Ligue Républicaine de l'Arrondissement de Doullens |
| 1898    | 1922    | Edmond Vaquette                             | Républicain    | Agriculteur et éleveur de chevaux, maire de Fienvillers |
| 1922    | 1940    | Lucien Rocque                               | Rad.           | Notaire à Amiens, expert judiciaire Maire de Boisbergues (1912-1945), conseiller d'arrondissement Nommé membre de la Commission administrative départementale en 1941 |
|         |         |                                             |                | |
| 1945    | 1951    | Hubert Dubois                               | Rad.-RGR       | Ingénieur |
| 1951    | 1976    | Maurice Crépin                              | SFIO puis MDSF | Industriel Maire de Bernaville (1944-1983) |
| 1976    | 1982    | Jacques Becq                                | PS             | Instituteur Député (1981-1986 et 1988-1993) Maire de Fienvillers (1977-1983) Maire d'Abbeville (1989-1995)                                                            |
| 1982    | 1995    | Joël Hart                                   | RPR            | Enseignant Député (1986-1988, 1993-1997 et 2002-2007) Maire d'Argueil (1971-1995) Maire d'Abbeville (1995-2008)                                                       |
| 1995    | 2001    | Thérèse Hart                                | RPR            | Enseignante Maire d'Arguel (1995-2001) Conseillère régionale |
| 2001    | 2015    | Laurent Somon                               | DVD            | Vétérinaire Maire de Bernaville Président de la Communauté de Communes du Bernavillois Elu en 2015 dans le Canton de Doullens                                         |

### Conseillers d'arrondissement (de 1833 à 1940)
Le canton de Bernaville avait deux conseillers d'arrondissement (sauf de 1928 à 1931).
Il appartenait à l'arrondissement de Doullens jusqu'à sa disparition en 1926.
| Période                                  | Période          | Identité                  | Étiquette | Qualité |
| ---------------------------------------- | ---------------- | ------------------------- | --------- | --- |
| 1833                                     | 1842             | Antoine Joly              |           | Propriétaire cultivateur à Outrebois                                                                        |
| 1833                                     | 1842             | Nicolas Lecocq            |           | Juge de paix, propriétaire cultivateur à Domesmont                                                          |
|                                          |                  |                           |           | |
|                                          | 1883 (démission) | Alphonse Mercier          |           | Maire de Candas                                                                                             |
|                                          |                  |                           |           | |
| 1907                                     | 1928 (décès)     | Raoul Mahélin (1857-1928) | Radical   | Médecin, officier de santé, suppléant du juge de paix, maire de Bernaville (1919-1928)                      |
| 1913                                     | 1922             | Lucien Rocque (1867-1955) | RG        | Expert judiciaire, propriétaire, maire de Boisbergues (1912-1945)                                           |
| 16 juillet 1922                          | 1940             | Fernand Allart            | RG        | Agriculteur, maire de Barly                                                                                 |
| 1931                                     | 1937             | Nestor Lecocq             | Rad.ind.  | Agriculteur, maire de Domesmont                                                                             |
| 1937                                     | 1940             | Georges Dubreuil          | RG        | Agriculteur au Meillard                                                                                     |
| 1940                                     |                  |                           |           | Les conseils d'arrondissement ont été suspendus par la loi du 12 octobre 1940 et n'ont jamais été réactivés |
| Les données manquantes sont à compléter. |                  |                           |           | |

## Composition
Le canton de Bernaville regroupait 24 communes et comptait 4 874 habitants (recensement de 1999 sans doubles comptes).
| Communes               | Population (2012) | Code postal | Code Insee |
| ---------------------- | ----------------- | ----------- | ---------- |
| Agenville              | 91                | 80370       | 80005      |
| Autheux                | 108               | 80600       | 80042      |
| Barly                  | 172               | 80600       | 80055      |
| Béalcourt              | 105               | 80370       | 80060      |
| Beaumetz               | 170               | 80370       | 80068      |
| Bernâtre               | 47                | 80370       | 80085      |
| Bernaville             | 996               | 80370       | 80086      |
| Boisbergues            | 76                | 80600       | 80108      |
| Candas                 | 888               | 80750       | 80168      |
| Domesmont              | 44                | 80370       | 80243      |
| Épécamps               | 11                | 80370       | 80270      |
| Fienvillers            | 548               | 80750       | 80310      |
| Frohen-sur-Authie      | 201               | 80370       | 80369      |
| Gorges                 | 47                | 80370       | 80381      |
| Heuzecourt             | 134               | 80370       | 80439      |
| Maizicourt             | 171               | 80370       | 80503      |
| Le Meillard            | 131               | 80370       | 80526      |
| Mézerolles             | 165               | 80600       | 80544      |
| Montigny-les-Jongleurs | 82                | 80370       | 80563      |
| Occoches               | 121               | 80600       | 80602      |
| Outrebois              | 253               | 80600       | 80614      |
| Prouville              | 258               | 80370       | 80642      |
| Remaisnil              | 35                | 80600       | 80666      |
| Saint-Acheul           | 22                | 80370       | 80697      |

## Démographie
| 1962  | 1968  | 1975  | 1982  | 1990  | 1999  | 2009 |
| ----- | ----- | ----- | ----- | ----- | ----- | ---- |
| 5 076 | 5 399 | 5 286 | 4 945 | 4 757 | 4 874 | -    |